# Escravos de Jó
Escravos de Jó è una filastrocca in lingua portoghese.

## La filastrocca

### Versione Zé Pereira
Escravos de Jó jogavam caxangá.
Tira, bota, deixa o Zé Pereira ficar...
Guerreiros com guerreiros fazem zigue zigue zá;
Guerreiros com guerreiros fazem zigue zigue zá.

### Versione Zambelê
Escravos de Jó jogavam caxangá.
Tira, bota, deixa o Zambelê ficar...
Guerreiros com guerreiros fazem zigue zigue zá;
Guerreiros com guerreiros fazem zigue zigue zá.

### Versione Cão Guerreiro
Escravos de Jó jogavam caxangá.
Tira, bota, deixa o cão guerreiro entrar...
Guerreiros com guerreiros fazem zigue zigue zá;
Guerreiros com guerreiros fazem zigue zigue zá.

### Versione tira-põe
Versione popolare presso San Paolo
Escravos de Jó jogavam caxangá.
Tira, põe, deixa ficar...
Guerreiros com guerreiros fazem zigue zigue zá;
Guerreiros com guerreiros fazem zigue zigue zá.

## Il gioco
Sul ritmo stesso della filastrocca è strutturato il gioco. I giocatori si siedono a cerchio (anche attorno ad un tavolo) con un oggetto ciascuno (spesso una pietra). A ritmo di musica si scambiano l'oggetto ed il primo che perde il ritmo viene eliminato.

## Curiosità
- "Escravos de Jó jogavam caxangá" significa "Gli schiavi di Jó giocavano a caxangá". Alcuni ritengono che il termine caxangá derivi dal crostaceo callinectes larvatus, il quale, in portoghese, ha proprio tale nome.[3]